# République d'Irak (1958-1968)
1958–1968
Entités précédentes :
- Fédération arabe d'Irak et de Jordanie

Entités suivantes :
- République d'Irak

La république d'Irak était une junte militaire qui gouverna l'Irak de 1958 à 1968 après la prise de pouvoir par les « Officiers libres » par un coup d'État contre la monarchie irakienne, mettant fin à la fédération entre l'Irak et la Jordanie. Cette période politique prendra fin lors de la prise de pouvoir par le Parti Baas en 1968.
Pour de nombreux Irakiens, le coup d'État du 14 juillet 1958 qui renversa la monarchie correspond à la vraie date de l'indépendance du pays, la monarchie étant assimilée à un « protectorat » britannique. De plus, avec les troubles, les Britanniques vont attendre jusqu'en 1961 pour accorder l'indépendance au Koweït.

## Genèse de la république
Après la fin du mandat britannique de Mésopotamie, le royaume d'Irak et la Jordanie deviennent des entités indépendantes en 1932. Pendant et après la Seconde Guerre mondiale, l'Irak, allié au Troisième Reich, est occupé par les Britanniques après l'invasion du pays en 1941 qui voit le renversement du premier ministre Rachid Ali al-Gillani.
En 1947, les Irakiens commencent à négocier un retrait des troupes britanniques : le traité de Portsmouth le 15 janvier 1948 stipule la création d'une commission mixte de défense britannique et irakienne conjointe afin de superviser les affaires irakiennes. Le contexte international, correspondant à la décolonisation par les puissances occidentales, favorise l'émergence d'un mouvement nationaliste panarabiste. Le royaume irakien, dominé par la bourgeoisie, est vu par la majorité de la population comme un État vassal servant les intérêts britanniques et occidentaux. La pauvreté et l'inflation augmentent considérablement. Le Premier ministre irakien Nouri Saïd et le régent Abd al-Ilah ne cessent de s'affronter sur la politique économique à entreprendre.

## La révolution du 14 juillet 1958
Le 14 juillet 1958, le mouvement des « Officiers libres », dirigé par Abdel Karim Kassem, Abdel Salam Aref et Muhammad Najib el-Roubai, inspirés par le coup d'État en Égypte de Gamal Abdel Nasser, renverse la monarchie irakienne et établit une junte militaire, mettant fin à la dynastie des Hachémites. La famille royale est assassinée dans le palais et le Premier ministre Nouri Saïd tente de s'échapper mais est abattu. Pour les Irakiens, le coup d'État du 14 juillet 1958 sera considéré comme la véritable date de l'indépendance du pays, car la monarchie Irakienne était considérée comme un « protectorat » britannique. De fait, les Britanniques vont attendre jusqu'en 1961 pour donner l'indépendance au Koweït, dont les nationalistes Irakiens demandaient le rattachement à l'Irak, dès 1958, et qu'ils considéraient comme la 19e province du pays.

## Instabilité de la nouvelle république
Le nouvel État ne tarde pas à être bousculé par un conflit entre les partisans de Nasser (dont le général Qasim) et le parti Baas. Dès 1959, ce dernier tente un coup d'État dans lequel participe Saddam Hussein. À Mossoul éclate par ailleurs une insurrection nationaliste baasiste qui est durement réprimée (2 426 morts) par le Parti communiste irakien et les sympathisants kurdes de Qasim. L'Union arabe de Jordanie et d’Irak est dénoncée et l'Irak se rapproche malgré tout de la République arabe unie. En mars 1959, l'Irak se retire du pacte de Bagdad. Les puissances occidentales voient alors Kassem comme quelqu'un d'imprévisible et l'Irak comme un pays instable.
Le gouvernement bénéficie du soutien des exilés kurdes (dont il avait permis le retour) et du Parti communiste. Nombre de réformes sont adoptées dans les semaines qui suivent : réforme agraire, aides aux familles pauvres, plans urbains, etc. C’est aussi un renouveau culturel avec la multiplication des œuvres. Le poète Mohamed Mahdi Al-Jawahiri se fait le chantre du nouveau régime.
Il nomme ministre Naziha al-Dulaimi, qui devient ainsi la première femme ministre de l'histoire de l'Irak et du monde arabe. Elle participe également à l'élaboration de la loi civile de 1959 sur les affaires civiles, qui est très en avance sur son temps dans la libéralisation des lois sur le mariage et l'héritage au profit des femmes irakiennes.
Une nouvelle Constitution, adoptée en juillet 1958, reconnait des droits nationaux au peuple kurde au sein de l’État irakien et cela au même titre que les Arabes, ce qu'avait toujours refusé la monarchie. Les autorités favorisent la création d'une commission de savants kurdes pour rédiger une histoire de leur peuple destinée à être enseignée dans tous les établissements scolaires, y compris les écoles arabes. Fait unique dans les annales de l’État irakien, la construction de lycées et d'une université kurdes est entérinée par Bagdad. Enfin, un système d’autonomie administrative commença à être installé dans le Kurdistan irakien.
En 1961, las des atermoiements du pouvoir irakien, le général kurde Mustafa Barzani prend la tête d'une rébellion visant à contraindre Bagdad à réellement appliquer les dispositions de la Constitution accordant aux Kurdes des droits nationaux égaux à ceux des Arabes. Les combats qui s'ensuivent avec l'armée irakienne fragilisent le régime.
Le 9 février 1963, Abdul Karim Qasim est assassiné lors d'un nouveau coup d'État. Le général nassériste Abdel Salam Aref, chef nominal de l’État, doit en fait partager le pouvoir avec le parti Baas. Le 18 novembre, Aref, qui s'est proclamé maréchal, renverse le gouvernement du Baas. Saddam Hussein est emprisonné jusqu'à son évasion en 1966.

## La menace d'une invasion irakienne du Koweït

Drapeau de l'Irak (1963-1991).

Le 25 juin 1961, Qasim menace d'attaquer le Koweït. Plusieurs raisons officieuses sont avancées : les importantes réserves de pétrole koweïtiennes et la volonté de l'Irak d'obtenir un accès à la mer. Aussi, les nationalistes Irakiens considéraient le Koweït comme une partie intégrante de l'Irak, et sa 19e province, et ils considéraient le Koweït comme une création artificielle des Britanniques. Face à cette menace, les Britanniques lancent l'opération Vantage et déploient une importante task force navale et terrestre comprenant des Royal Marines, plusieurs porte-avions (HMS Centaur, Victorious et Bulwark), frégates et destroyers afin de protéger la souveraineté du Koweït. Les Britanniques se déploient notamment dans la capitale koweïtienne et près de la frontière irakienne. Le 19 octobre, la Ligue arabe relève les forces britanniques qui se retirent du sol koweïtien. Bien que Qassim fût tué dans un coup d'État deux ans plus tard et que le nouveau gouvernement irakien reconnût le Koweït, en 1963, les Britanniques continuèrent de surveiller de près la situation jusqu'en 1971 en raison de l'hostilité du Parti Baas envers les intérêts occidentaux.

## Fin de la république et prise du pouvoir par le Parti Baas
Le 17 juillet 1968, les baasistes du général Ahmad Hasan al-Bakr organisent un putsch, encerclant le palais présidentiel et prenant le pouvoir le 30 juillet. Le général Abdul Rahman Aref, qui a succédé à son frère comme président de la république, et Tahir Yahya, son premier ministre, sont renversés. L'Irak passe d'un régime autoritaire, mais pluraliste, à un régime de parti unique. Après l'accord du 11 mars 1970, les Kurdes sont associés au pouvoir. Saddam Hussein est alors le numéro deux du régime et se charge d'organiser les milices baasistes qui vont réprimer les opposants nassériens et communistes.

## Économie
L'économie de l'État repose sur une économie planifiée régie par des plans quinquennaux. Cependant, les terres restent en grande partie aux mains des chefs tribaux, tandis que le pétrole, principale ressource du pays, profite avant tout à un consortium anglo-franco-américain, l'Iraq Petroleum Company.